# Søren Søndergård Hansen
Søren Søndergård Hansen (* 20. November 1956 in Esbjerg; † 21. August 2017 in Kopenhagen) war ein dänischer Richter.

## Leben
Søren Søndergård Hansen kam 1982 nach Grönland, wo er Richterbevollmächtigter und Gerichtsassessor an Grønlands Landsret wurde. 1993 kehrte er kurzzeitig nach Dänemark zurück, wo er als Gerichtsassessor am Gericht in Herning arbeitete, bevor er 1994 zum kommissarischen Landesrichter am Venstre Landsret ernannt wurde. 1997 wurde er von dort aus wieder nach Grönland versetzt, wo er grönländischer Landesrichter wurde. Er war seit 2011 Ritter 1. Grades des Dannebrogordens. Er starb 2017 im Kopenhagener Rigshospitalet im Alter von 60 Jahren an einem Krebsleiden und hinterließ seine Frau und zwei Kinder.